# Ліссоне
Ліссоне (італ. Lissone) — муніципалітет в Італії, у регіоні Ломбардія,  провінція Монца і Бріанца.
Ліссоне розташоване на відстані близько 490 км на північний захід від Рима, 18 км на північ від Мілана, 4 км на північ від Монци.
Населення — 44 870 осіб (2014).
Щорічний фестиваль відбувається у понеділок після третьої неділі жовтня. Покровитель — святий Петро.

## Демографія
Населення за роками:

Станом на 1 січня 2023 року в муніципалітеті офіційно проживало 4214 іноземців з 91 країни, серед них 1119 громадян країн Євросоюзу та 341 громадянин України.

## Сусідні муніципалітети
- Сереньо
- Альб'яте
- Совіко
- Макеріо
- Б'яссоно
- Ведано-аль-Ламбро
- Монца
- Муджо
- Дезіо